# 道庭香取神社
道庭香取神社（どうにわかとりじんじゃ）は、埼玉県吉川市の神社。

## 歴史
創建年代は不明である。ただ1731年（正徳3年）に「正一位香取大明神」の神階を受けたとの記述があることから、その頃までには既に存在していたものと推測される。「東陽寺」が別当寺であった。
1873年（明治6年）、近代社格制度に基づく「村社」に列せられた。ところが1912年（明治45年）の神社合祀に際しては、芳川神社に合祀されてしまった。氏子たちは、合祀後も残された社殿を自主的に護持し続け、祭祀も継続して行ってきた。
社殿の修復を機に1969年（昭和44年）に復祀された。そして1982年（昭和57年）に神社本庁の傘下に入った際、「道庭」の地名を冠して「道庭香取神社」と称することになった。地名を冠したのは、「道庭」という地名に並々ならぬ愛着があったからとのことである。

## 交通アクセス
- 吉川駅より徒歩26分。